# جیمز آویسن
جیمز آویسن (انگلیسی: James of Avesnes؛ ۱۱۵۲ – ۷ سپتامبر ۱۱۹۱)، لرد آویسن، کنده-آن-بری و لوزاننو از سال ۱۱۷۱ بود. وی در نوامبر سال ۱۱۸۷ میلادی به نیروهای اعزامی به سمت شرق برای جنگ صلیبی سوم رفت. وی به همراه نیروهای خود در جریان محاصره عکا و نبرد آرسوف شرکت کردند.